# The Dark Side of Phobos
The Dark Side of Phobos je hudební 2 CD album remixů hudby z počítačové hry Doom. Toto album zastřešila skupina OverClocked ReMix, a skladby pochází od různých autorů. Je dostupné zdarma, buď jako jednotlivé skladby ve formátu mp3, nebo jako torrent obsahující skladby kromě mp3 i ve formátu flac + přebaly na CD. Hudebně se skladby pohybují mezi metalem a elektronikou (občas až k technu).

## Seznam skladeb
Disk One
1. TO and Pixietricks – Welcome to Hell
2. Evil Horde – Hangarmageddon (e1m1)
3. Sir Nuts – The Red Moon (e1m4)
4. Joker – Industrial Strength (e1m2)
5. Nousentre – Mystery Meat (e2m9)
6. Evil Horde – The Leaning Tower of Babel (e2m8)
7. Beatdrop – Reprocessed (e1m6)
8. Mythril Nazgul – Ghosts of Mars (e2m4)
9. RoeTaka – The Chemical Imps (e1m3)
10. analoq – Demon Con Gusto (e3m3)
11. Arse Assassin – This Can't Be Good (e2m2)
12. TO and Bladiator – Jade Spawn (e2m7)

Disk Two
1. TO - Intermission
2. RoeTaka featuring Evil Horde – Infiltrator (e2m1)
3. DJ Carbunk1e – Infected Lab (e1m7)
4. TO – Secrets and Lies (e1m9)
5. DJ Carbunk1e featuring Ryan8Bit – The Glass Moon (e1m8)
6. RoeTaka – Ocean Pollen (e3m2)
7. Hemophiliac featuring Pixietricks – Aria of the Damned (e2m6)
8. Prophecy – Iron Cathedral (e3m8)
9. Daniel Baranowsky – The Dark Side of Phobos (e1m5)
10. Larsec featuring Elsa Persson – Darkness Dawning (Text Music)
11. TO – ElectroCute Bunny (The End)